# Dienis Kuzin
Dienis Walerjewicz Kuzin (ros. Денис Валерьевич Кузин; ur. 4 grudnia 1988 w Kustanaju) – kazachski łyżwiarz szybki, złoty medalista mistrzostw świata.

## Kariera
Pierwszy sukces na arenie międzynarodowej Dienis Kuzin osiągnął w 2011 roku, kiedy zwyciężył w biegu na 1500 m podczas igrzysk azjatyckich w Astanie. Na rozgrywanych dwa lata później dystansowych mistrzostwach świata w Soczi złoty medal zdobył w biegu na 1000 m. W zawodach tych wyprzedził bezpośrednio Mo Tae-buma z Korei Południowej i Shaniego Davisa z USA. Był też między innymi czwarty na sprinterskich mistrzostwach świata w Nagano w 2014 roku, przegrywając walkę o medal z Danielem Greigiem z Australii. Jak dotąd nie stanął na podium zawodów Pucharu Świata. Najlepsze wyniki w zawodach tego cyklu osiągał w sezonie 2013/2014, kiedy był siódmy w klasyfikacji końcowej 1000 m. W 2010 roku brał udział w igrzyskach olimpijskich w Vancouver, zajmując 23. miejsce w biegach na 1000 i 1500 m. Cztery lata później, podczas igrzysk w Soczi Kuzin był siódmy na 1000 m i dziewiąty na dystansie 1500 m.